# 煙草屋

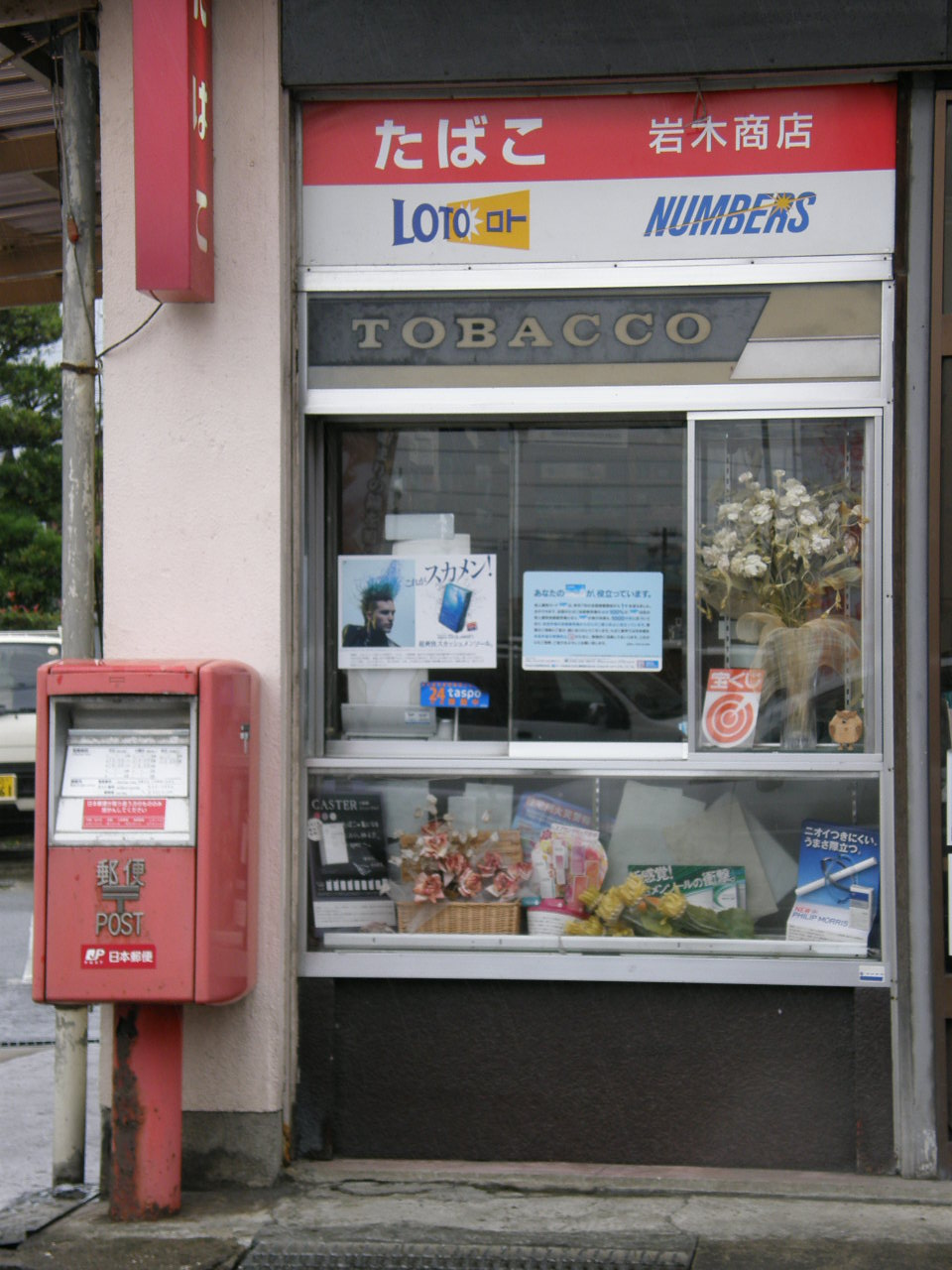
日本の煙草屋

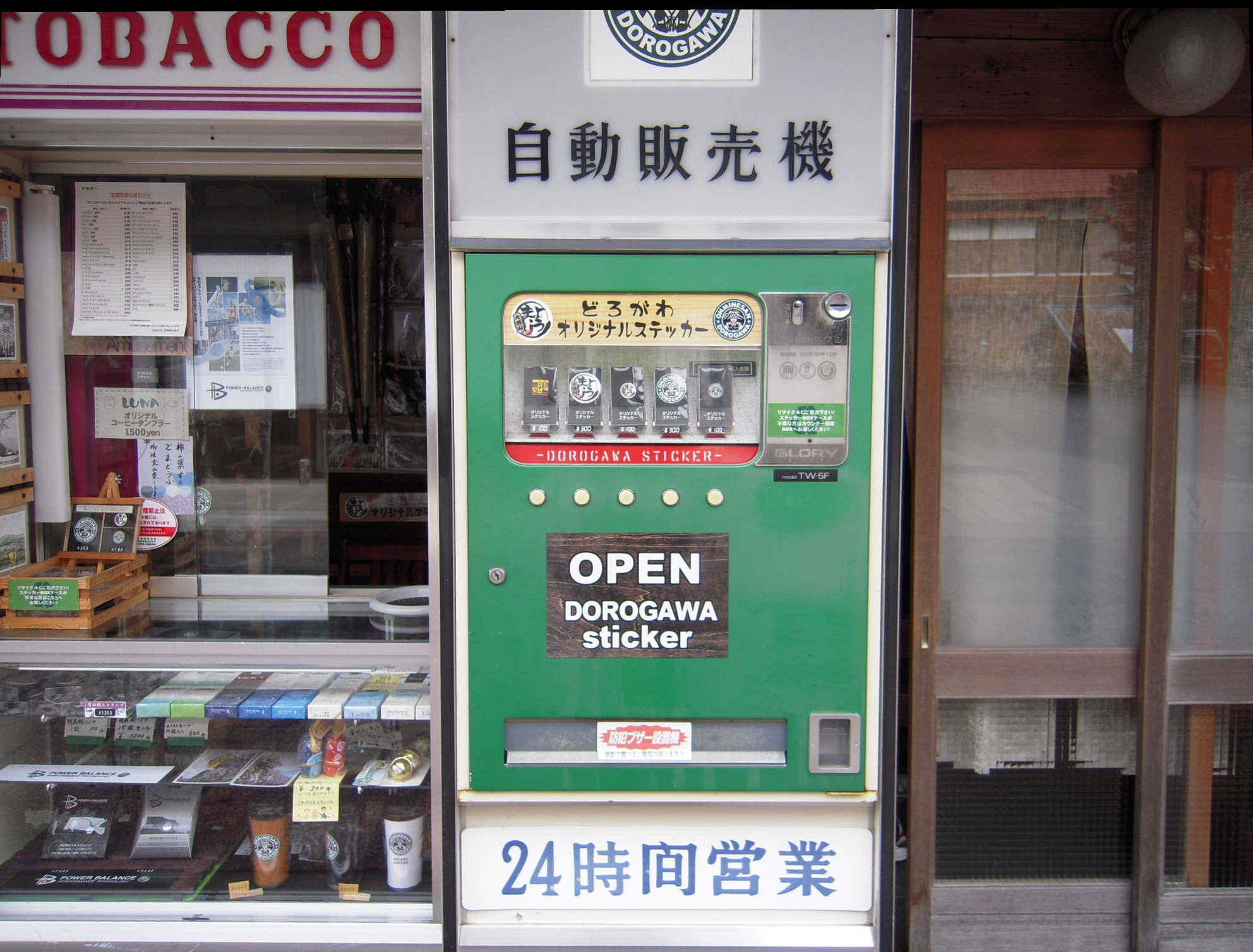
日本の煙草屋（洞川温泉）

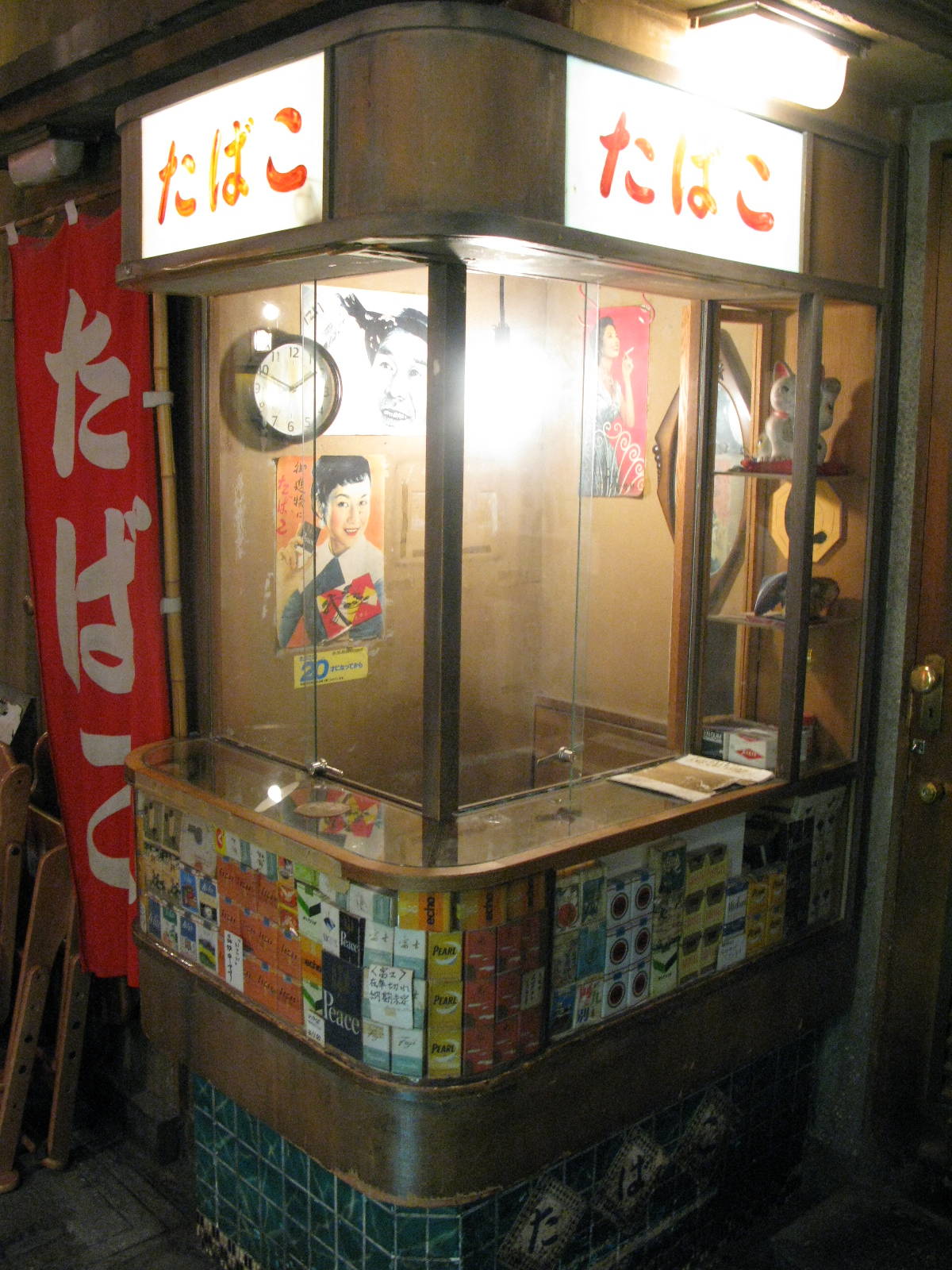
煙草屋のレプリカ（新横浜ラーメン博物館）

煙草屋（たばこや）とは、日本において煙草や喫煙具などを扱う販売店を指す。一般的にはたばこ専売店（街のたばこ屋）と、米屋や酒屋・食料品店、コンビニエンスストア、駅などの売店（キヨスク）などの兼業店に二分される。

## 概要
日本たばこ産業においては、発注日、配送日などは厳密に決められており、現代でも小売店への配達を「配給」と称している。
たばこの仕入原価・小売価格は政府により規定され、割引して販売することは禁止されている。たばこの定価制度はたばこ事業法第33条から第37条までの規定に基づいているため、再販売価格維持を原則禁止した独占禁止法に違反しない。また、たばこを購入した金額に応じてポイントサービスなどを適用することも実質的な値引きにつながるとして禁止されているが、10箱（1カートン）まとめ買いをした顧客にライターなどのサービス品を提供することはよく行われている。
仕入価格は小売価格の概ね9割で、1割が小売店の収入となる。販売には保管商品の火災保険料や業界団体加入の会費などのコストも必要となるため、利益率は実質1割に満たない。ただし販売に必要な什器などは、たばこ販売会社から無償提供を受けられることが多い。
日本ではたばこ小売店の利益率は10%未満と非常に低いことから、昔からたばこ専売店は自宅兼店舗で高齢者が営む小遣い稼ぎの商売とみなされてきた。明治時代には賎しい商売と蔑視される面もあった。1980年代以降はコンビニエンスストアの台頭などから専売店の閉店が相次ぎ、コンビニエンスストアや酒屋などの店頭、駅構内などに兼業店が設置した自動販売機で販売されることが多い。
葉巻きたばこ、シャグタバコ、パイプ用たばこは、湿度管理の必要性などから自動販売機が普及していないため、煙草屋にて対面販売される。
営業店舗を移転する場合は財務局長の許可が必要となり、また同一場所での建て替えでも基本的には財務局長の許可が必要である。

## 製造たばこ小売販売業許可
たばこの販売業許可は「一般」「特定」があり、他に「出張販売許可」がある。これらの許可を得ない者がたばこの販売をすることは禁止されている。一つの事業者が複数の店舗で販売する場合、場所ごとに許可が必要である。

### 一般
いわゆる「街の煙草屋」はこれに該当する。一定距離以内に他の煙草販売箇所がある場合、許可を申請しても不許可となる。たばこを販売していないコンビニエンスストアは、近隣に他の販売箇所があるため許可を取得できなかったケースがほとんどである。その距離については場所により異なり、繁華街などでは制限距離が短くなっている。
したがって、一般許可のたばこ販売店が一定距離以内に複数存在することはあり得ない（近接した複数の店舗でたばこ販売が行われている場合、許可の不備等の恐れもある）。

### 特定
劇場や駅改札内など、閉鎖された空間で販売をするための許可。距離制限は適用されない。駅構内において同一ホーム上や階段を下りたすぐなどの場所に複数店舗が近接して設けられている場合があるのはこのためである。その代わり、喫煙設備の設置が義務づけられている。
ただし、2003年5月1日の健康増進法施行以前から特定許可を取得している場合は、経過措置として「当分の間」喫煙設備がなくても許可取り消しは行なわない。喫煙所のない全面禁煙の駅構内でたばこが販売されているのはこの経過措置が適用されているためである。また「当分の間」の具体的な期間は定められておらず、事実上の「継続」状態である。2003年5月1日以降に特定許可を取得する場合は「喫煙設備」の設置が許可取得条件となる（たばこ事業法関連の製造たばこ小売販売業許可等取扱要領に規定）。なお、駅建物内であっても改札外に店舗がある場合は、鉄道利用者以外でも利用できるため一般許可が必要となり、近隣店舗との距離制限が適用される。

### 出張販売許可
すでに販売許可を持っている者が、許可取得場所ではない他の場所で販売をするときに必要な許可。出張場所1箇所ごとに許可が必要である。自分の店舗以外の離れた場所に自動販売機を置くようなケースが多い。特定免許と同様の条件で喫煙設備の設置が義務づけられる。出張販売先で自動販売機により販売活動を行う場合以外は「小売販売業許可名義人」が自ら販売活動を行う必要があり、他人に販売を委託したりすることはできない。
ただし海水浴場や祭礼の場所など、季節的または一時的に人の集まる場所での出張販売の場合は、喫煙設備の設置義務は免除される。出張許可を得ていない場所でたばこを販売することは禁じられており、財務局長の許可を得ずにイベント会場などにたばこを持ち込んで販売することは違法となる。

## 自販機の設置方法
たばこの自動販売機を設置する場合、前述のいずれかの販売許可が必要になる。自販機は係員から視認できる位置に置かなければならない等の規制がある。ただし、関係者のみが利用する自販機（職場に設置され関係者のみが利用する場合など）についてはそうした制限はない。
通常、日本たばこ産業は自販機のオペレーションは行わず、設置者となっている煙草販売者（煙草屋）が商品の補充などの管理を行っている。

## 価格・税額改定の場合
価格・税額が改定される場合、改定日の午前0時に価格の変更を行う。改定前・改定後のたばこ税等の差額は、国税局に申告して納税しなければならない（ただし在庫が一定数以下の場合は免除される）。

改定日午前0時時点の在庫数をカウントする必要があるが、深夜に自販機等のたばこの在庫数をカウントすることは個人商店や売店などでは難しいため、改定日の前日にいったん自販機のたばこを抜き取って販売中止として、改定日以降に再びたばこを自販機に装填して販売を再開するという対応をする商店が多い。

## 歴史
- 1941年（昭和16年）2月21日 - 全国約14万店の主要煙草店で貯蓄債券、報国債券の発売を開始[2]。
- 1944年（昭和19年）7月28日 - 金鵄（ゴールデンバットの戦時名）の特別配給開始。包装用箱の生産が間に合わなかったため、店頭でバラ売り販売が行われた[3]。

## 関連法規
日本では製造たばこ（吸うためのたばこ製品）の小売販売業を行うためには、たばこ事業法（昭和59年法律第68号）に規定された許可が必要である。
- たばこ事業法
- 二十歳未満ノ者ノ喫煙ノ禁止ニ関スル法律
- 健康増進法